# Medaille Virtute et Ingenio
De Medaille Virtute et Ingenio was een onderscheiding van het koninkrijk Saksen. De onderscheiding werd in 1873 als legpenning ingesteld door koning Albert van Saksen en bleef tot de val van de monarchie in 1918 bestaan.
De medaille werd, zoals de Latijnse naam die met "deugd en vindingrijkheid" vertaald kan worden zegt, uitgereikt wegens verdienste voor de wetenschap. In de praktijk werden ook kunstenaars gedecoreerd.
- Medaille van koning Albert (1874 - 1902 )
  - Grote Gouden Medaille (tussen 1873 en 1877 niet draagbaar[1])
  - Kleine Gouden Medaille (tussen 1873 en 1877 niet draagbaar[1])
  - Grote Gouden Medaille (draagbaar)
  - Kleine Gouden Medaille
- Medaille van koning George (1903 - 1904)
  - Grote Gouden Medaille
  - Kleine Gouden Medaille
- Medaille van Frederik August III (1905 - 1918)
  - Grote Gouden Medaille
  - Kleine Gouden Medaille

Er moeten eerdere Saksische medailles met het opschrift "Virtute et Ingenio" hebben bestaan getuige een vermelding in het Zeitschrift für die gesammte Medicin: Mit besonderer Rücksicht auf Hospitalprxis und Ausländische Literatur Volume 16 Hamburg 1841. Een dr. Theodor Sturmer zou door de Saksische koning met een "grosse goldene Civilmedaille mit der inschrift Virtute et Ingenio" zijn onderscheiden. 